# Arcos de Augusto

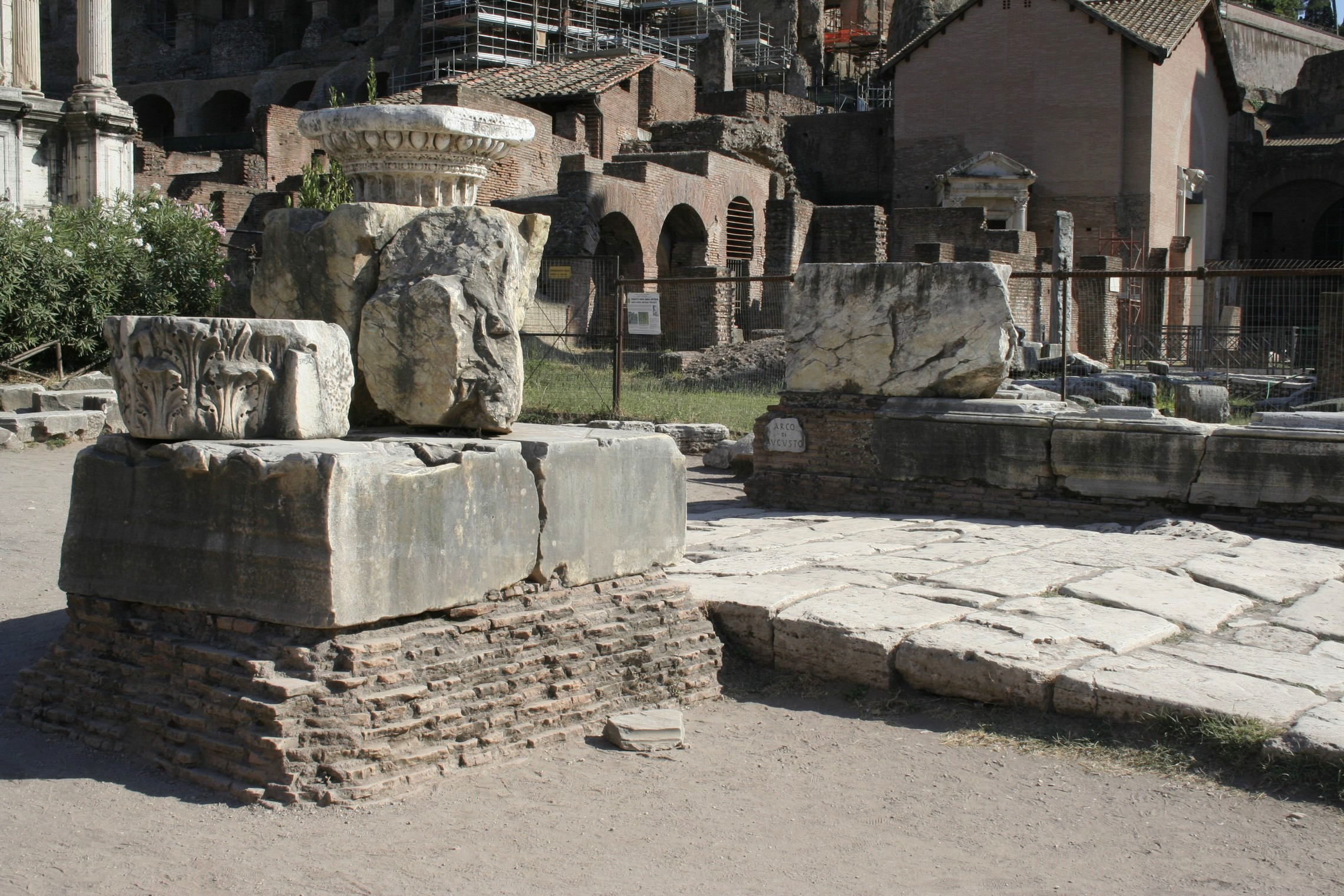
Restos del arco de Augusto llamado «de los partos». El pavimento bajo el pasaje central es aparente. El capitel dórico debió decorar uno de los pasos laterales mientras que el capitel corintio (del que sólo queda un fragmento) debía adornar el vano central.

Los Arcos de Augusto son dos arcos triunfales erigidos reinando Augusto y situados en el Foro Romano. El primer arco, llamado sucesivamente «arco de Accio» luego «arco de los partos», se encuentra al lado del templo de Vesta, sobre el Vicus Vestæ. El segundo arco, identificado como «arco de Cayo y Lucio», se encuentra situado sobre la Vía Sacra, del otro lado del templo de César.

## Primer arco

### Ubicación
Se encontraba sobre la vía entre el templo de Cástor y Pólux y el templo de César, unido a este último («iuxta aedem divi Iulii»), cerca del templo de Vesta. Se encuentra en la entrada monumental al Foro Romano para aquellos que vienen del Vicus Vestæ.

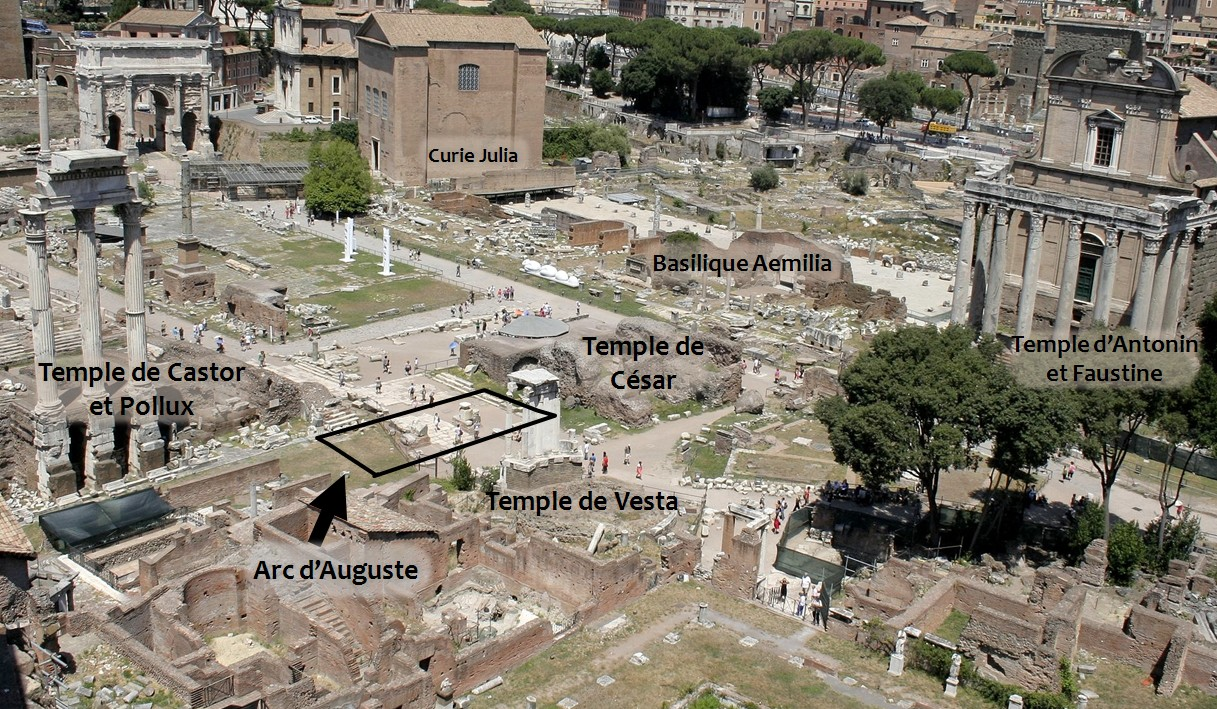
Localización del arco de Augusto llamado «de los partos» en el Foro.

### Historia
El primer arco fue erigido en el año 29 a. C. para conmemorar la victoria de Octavio en la batalla de Accio (31 a. C.) contra Marco Antonio y Cleopatra. El arco de Accio se degradó muy rápidamente y necesitó una restauración completa en el año 19 a. C., pero más que reparar el monumento se decidió erigir un nuevo arco conmemorando la victoria diplomática contra los partos que llevó a la recuperación de las insignias perdidas tras la batalla de Carras en el 53 a. C..  Para sustituir un arco de triunfo por otro, Augusto borró el recuerdo de la guerra civil frente a Marco Antonio (la celebración de una victoria de romanos sobre otros romanos podía considerarse de mal gusto) e inscribió su nombre entre los triunfadores cuando la lista se unió a un pasaje del nuevo arco, aunque conmemora no una victoria por las armas, sino por la diplomacia y la paz.
Se encontró una inscripción en el mismo lugar en el año 1546, con una dedicatoria a Augusto, de manera que la identificación del arco es segura, aunque queden muy pocos restos del arco en sí. 

### Descripción
Su apariencia se conoce a partir de monedas de la época de Augusto. 
El primer arco, el arco de Accio erigido en el 19 a. C., es descrito como un arco de un solo vano y a veces como un arco con tres pasos. En ambos casos, estaba coronado con una cuadriga en el centro. Tenía tres arcos, siendo el primer arco de este tipo en Roma, y sirvió de modelo para el arco de Septimio Severo, que fue el modelo a su vez para el Arco de Constantino. Los tres pasajes serían abovedados y alcanzarían la misma altura, pero el paso central sería el doble de ancho que los laterales, que estarían rematados de victorias. Una inscripción de 2,67 metros de largo encontrada hacia 1546 lleva una dedicatoria a Augusto que data del año 29 a. C.

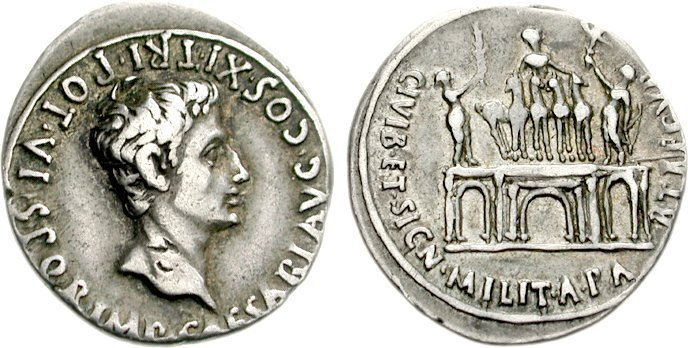
Denario que data del 18 a. C. acuñada en España. En el reverso se ve una representación del arco llamado «de los partos» pero el artista parece haberse tomado libertades respecto a la descripción que nos ha llegado del arco. Es posible que en realidad estuviera representado el arco llamado «de Accio».

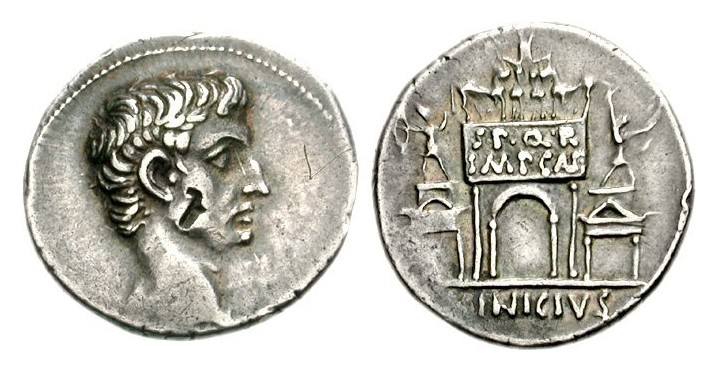
Denario acuñado por Lucio Vinicio en 16 a. C. con la representación del arco llamado «de los partos».

El arco de los partos, por lo que parece, reemplazó al precedente en el año 19 a. C. y es igualmente un arco de tres pasos. Al contrario que el primer arco, sólo el pasaje central estaría abovedado y sería más alto y profundo que los laterales que sobre los techos planos tendrían frontones triangulares. El arco estaría también rematado por una cuadriga en el centro y de estatuas de bárbaros sometiéndose a Augusto en los lados (uno de los bárbaros se inclinaría y restauraba las insignias romanas). Los vestigios visibles hoy en día pertenecen a este último arco. Se componen de bloques de travertino y todavía se pueden ver los cimientos de tres de los cuatro pilares. Los pilares del paso central tienen 2,95 metros de largo contra 1,35 metros para los pilares exteriores. El arco central tiene de largo 4,05 metros mientras que los pasos laterales ofrecen una longitud de 2,55 metros. El arco entero alcanza una altura de 17,75 metros. En los nichos en los muros de los pasos laterales se muestran los fastos triunfales que incluyen los nombres de todos los cónsules y de todos los vencedores de la República romana.

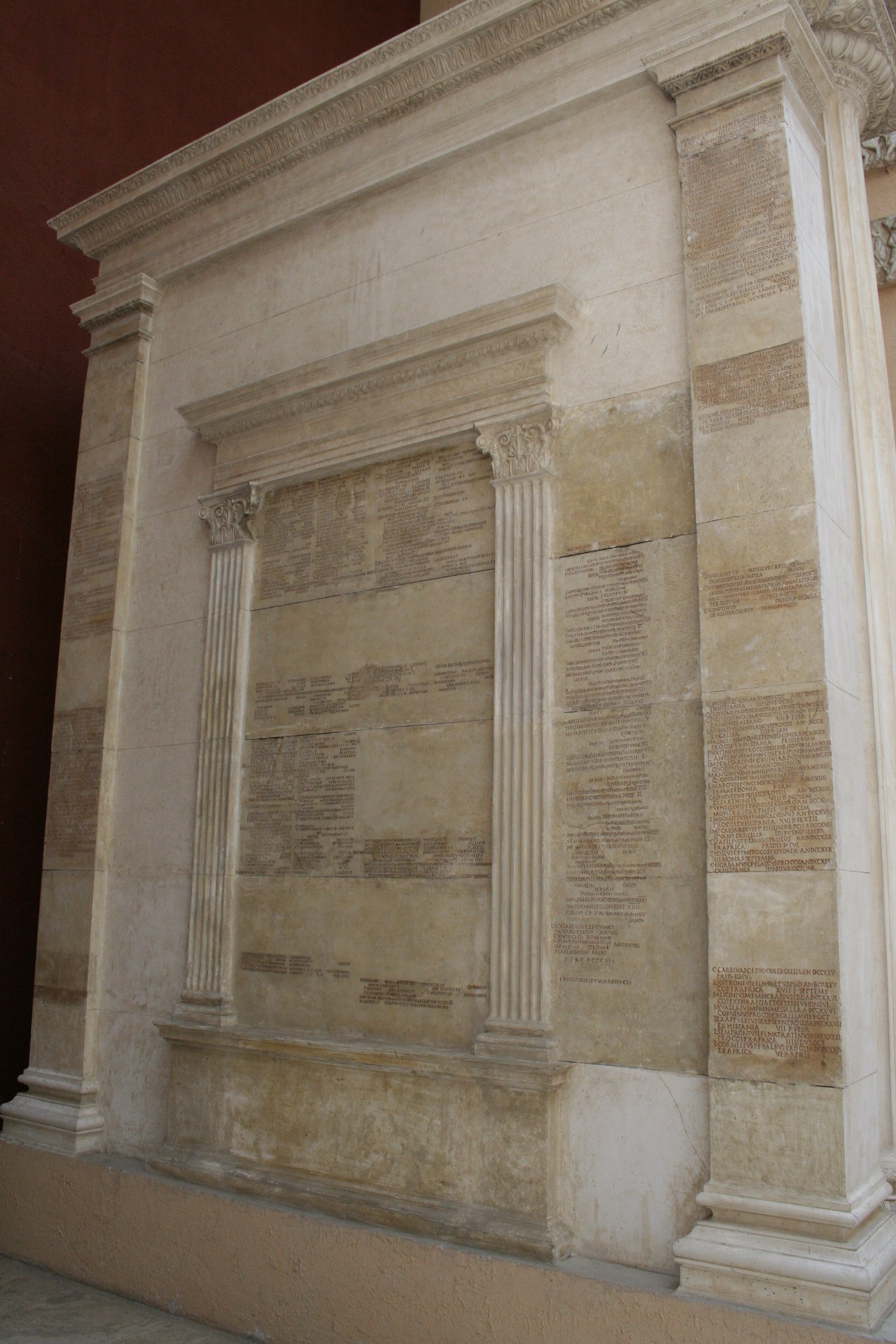
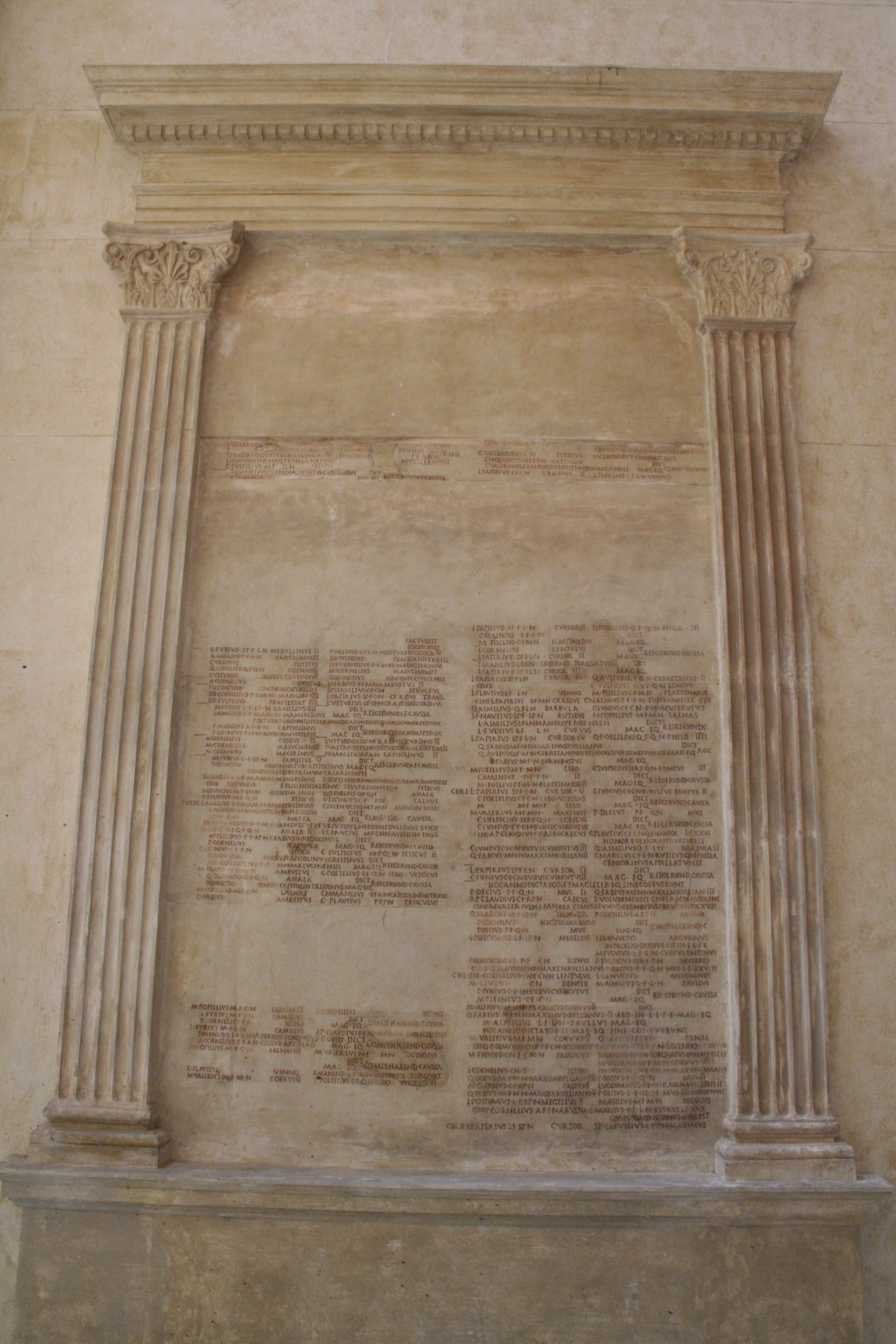
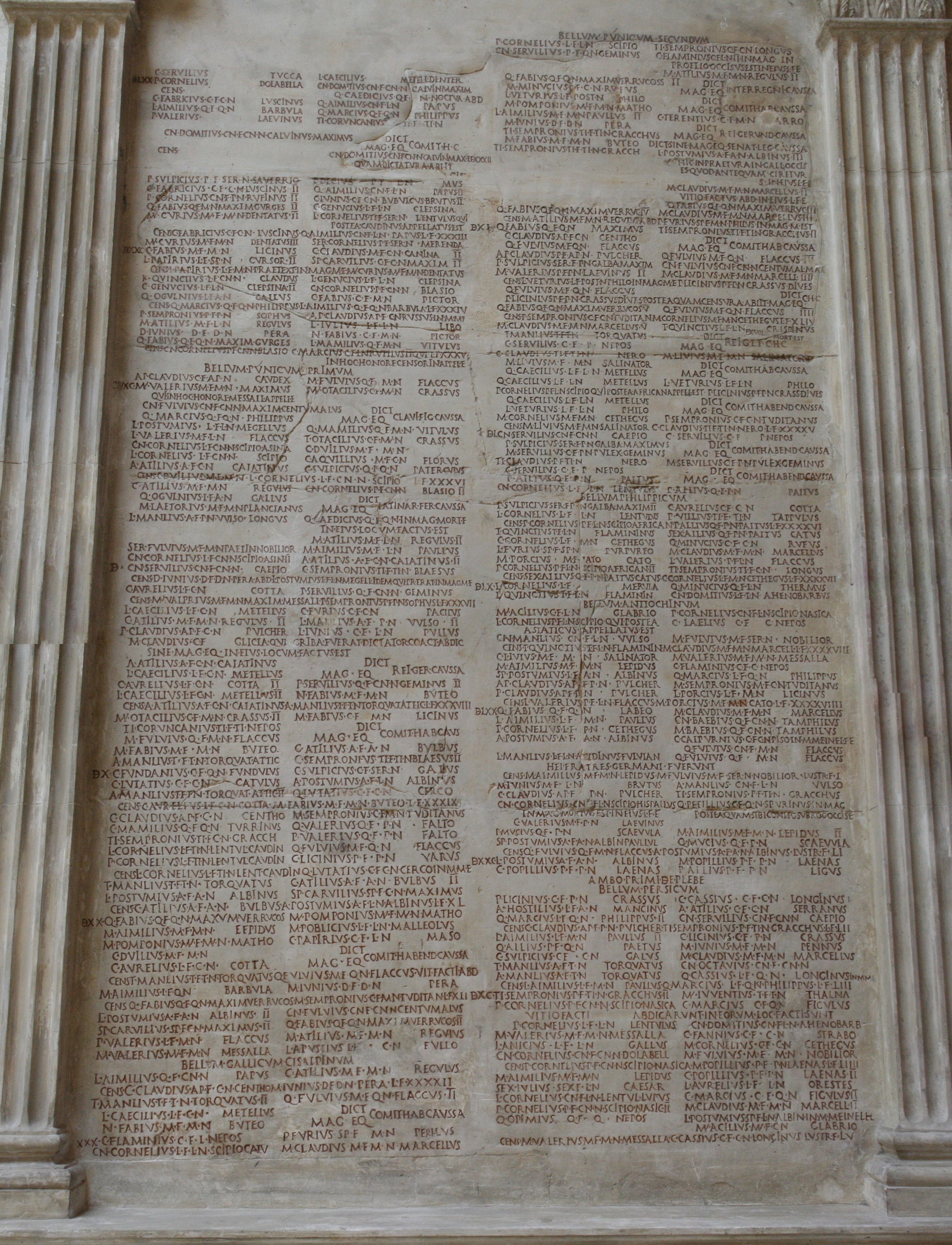

Reconstrucción del arco de Augusto en el Museo de la Civilización Romana. Sobre las paredes de los pasos laterales, las listas de los triunfadores y de los cónsules de la República.

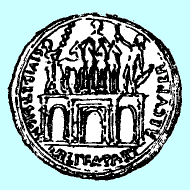
Moneda de Augusto representando el Arco de Augusto.

## Segundo arco
El segundo arco se encuentra al otro lado del templo de César, unido a la basílica Emilia. Forma así una segunda entrada monumental al Foro para aquellos que llegasen por la Vía Sacra. Este arco estaba dedicado a los nietos de Augusto y es conocido con el nombre de «arco de Cayo y Lucio». Así, consagrándoles este arco por el Senado romano, Augusto confirmaba sus intenciones políticas en lo que se refería al principio de sucesión.

## Artículos relacionados
- Foro Romano, Anexo:Edificios del Foro Romano
- Arcos de Roma
- Otros arcos de Augusto en: Aosta, Fano, Rimini, Susa y el arco etrusco en Perugia.

- Datos: Q1232346
- Multimedia: Arch of Augustus (Rome) / Q1232346